# 心の叫びを歌にしてみた/Love take it all
「心の叫びを歌にしてみた/Love take it all」（こころのさけびをうたにしてみた/ラブ・テイク・イット・オール）は、2014年3月5日にアップフロントワークス（zetimaレーベル）から発売された℃-uteのメジャー24枚目のシングル。

## 概要
- 初回生産限定盤A・B・C、通常盤A・Bの5形態で発売。初回生産限定盤A・B・CはCD+DVDで、通常盤A・BはCDのみとなっている。すべての初回生産限定盤にイベント抽選シリアルナンバーカードが封入されている。初回仕様の通常盤A・Bにはトレカサイズ生写真（ランダム、通常盤A：「心の叫びを歌にしてみた」衣裳のソロ5種+集合1種、通常盤B：「Love take it all」衣裳のソロ5種+集合1種）が封入されている。
- 発売翌月の2014年4月より消費税率が8%に引き上げられたため、℃-uteとしては税率5%時代にリリースされた最後のシングルとなった[注釈 2]。
- 「Love take it all」は、BS-TBS『満足・気分 チャレンジ!輝きを未来へ BS-TBS』キャンペーンソング[5]。

## 収録曲

### 全盤共通
全作詞・作曲：つんく
1. 心の叫びを歌にしてみた
編曲：板垣祐介
2. Love take it all
編曲：宅見将典
3. 心の叫びを歌にしてみた (Instrumental)
4. Love take it all (Instrumental)

初回生産限定盤A付属DVD
1. 心の叫びを歌にしてみた (Music Video)
2. 心の叫びを歌にしてみた (ジャケット・MV撮影メイキング&オフショット映像)

初回生産限定盤B付属DVD
1. Love take it all (Music Video)
2. Love take it all (ジャケット・MV撮影メイキング&オフショット映像)

初回生産限定盤C付属DVD
1. 心の叫びを歌にしてみた (Dance Shot Ver.)
2. Love take it all (Dance Shot Ver.)
3. 心の叫びを歌にしてみた (Street Ver.)
4. Love take it all (Close-up & Free Dance Ver.)

## 参加ミュージシャン
心の叫びを歌にしてみた
- プログラミング：板垣祐介
- コーラス：CHINO

Love take it all
- プログラミング：宅見将典
- コーラス：CHINO